# Receptor (futbol americà)

Posició dels receptors (WR) a l'inici de jugada.

El receptor o wide receiver (WR) és un tipus de jugador ofensiu de futbol americà. Se l'anomena així per què és el que ha de rebre la pilota en les jugades de passada.
La seva posició és als extrems de la formació d'atac, a l'inici de la jugada, i la seva funció és córrer per unes rutes prèviament establertes i rebre la passada del rerequart, que pot ser de més o menys distància. Si assoleix el seu objectiu de rebre la pilota, la seva funció passa a ser la d'assolir el màxim possible de iardes o el touchdown.
Encara que existeixen diferents tipus de receptors amb força diferències físiques, bàsicament han de ser jugadors ràpids tant a principi de jugada com un cop amb la pilota a la mà, àgils per combinar cursa amb desmarcatge i hàbils per rebre la pilota.
Encara que la formació d'atac més clàssica és amb dos receptors oberts, un a cada banda, això no és obligatori, i poden posar-se fins a cinc receptors en una jugada.